# ريتشارد هوغو
ريتشارد هوغو (بالإنجليزية: Richard Hugo)‏ هو كاتب وشاعر أمريكي، ولد في 21 ديسمبر 1923 في وايت سنتر في الولايات المتحدة، وتوفي في 22 أكتوبر 1982 في سياتل في الولايات المتحدة.